# Charles Dutoit
Édouard Charles Dutoit (Lausana, 7 de octubre de 1936) es un director de orquesta suizo.

## Formación
Charles Dutoit estudió violín, piano, percusión, composición, instrumentación, teoría e historia de la música y dirección orquestal en los conservatorios de Lausanne y de Ginebra. Durante su formación asistió regularmente durante tres años a los ensayos de la Orquesta de la Suisse Romande dirigida entonces por Ernest Ansermet quien ejerció una influencia decisiva en su formación musical e intelectual. Completó su formación realizando un curso de violín en el Conservatorio de Venecia con Remi Principe y un curso de dirección orquestal con Alceo Galliera en la Accademia Chigiana de Siena. En el desarrollo de su carrera influyeron sus vínculos con directores como Herbert von Karajan, Paul Klecki y Rudolf Kempe.

## Trayectoria

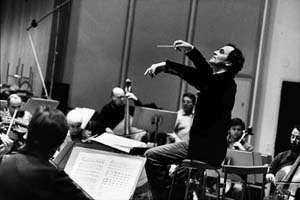
1984

Tras obtener el premio de dirección del Conservatorio de Ginebra en 1958, dirigió regularmente numerosas orquestas en Suiza. Su primer concierto con la Orquesta de Cámara de Lausanne tuvo lugar en enero de 1959 con la actuación de Martha Argerich como solista. 
En 1963 es nombrado director adjunto de la Orquesta Sinfónica de Berna en la que sucede a Paul Klecki en 1967 como Director Musical. Paralelamente, asumió la dirección de la Orquesta Sinfónica de Radio Zúrich y director asociado de la Orquesta Tonhalle de Zúrich, cuyo director era Rudolf Kempe. 
En 1964, fue invitado a Viena por Herbert von Karajan con el objeto de dirigir en la Staatsoper de esa ciudad la primera representación del ballet El sombrero de tres picos de Manuel de Falla con coreografía de Léonide Massine y escenografía y vestuario de Pablo Picasso. Esta actuación impulsó notablemente su carrera lo que motivó que durante la temporada siguiente fuera invitado a dirigir El lago de los cisnes de  Chaikovski en la misma sala con Rudolf Nureyev y Margot Fonteyn. 
En mayo de 1966 debutó en el Royal Festival Hall de Londres con la Real Orquesta Filarmónica de Londres y, el mismo año, con la Filarmónica de Múnich.
Entre 1973 y 1975, dirigió la Orquesta Nacional de México y entre 1975 y 1978 la Orquesta Sinfónica de Gotemburgo en Suecia.
Su actividad discográfica comenzó en 1970 con el registro de la "Historia de un soldado" de Igor Stravinsky que recibió el Grand Prix du Disque en París y que marcó el comienzo de una prolongada relación con el sello discográfico Erato. En 1971 grabó al frente de la Royal Philharmonic Orchestra de Londres el "Concierto para piano" de Peter I. Chaikovski con Martha Argerich como solista para la Deutsche Grammophon. En 1975 grabó en ese sello los seis conciertos para violín y orquesta de Niccolo Paganini así como todo el repertorio para ese instrumento y orquesta con la London Philharmonic Orchestra y el virtuoso violinista italiano Salvatore Accardo así como la versión original de "Petrushka" de Stravinsky con la London Symphony Orchestra. Durante su carrera Charles Dutoit ha realizado más de 200 grabaciones en CD y DVD para Erato, DGG, DECCA, Philips, EMI, RCA y CBS-SONY, habiendo recibido más de 60 premios internacionales, entre ellos dos Grammys.
En 1977, es nombrado director de la Orquesta Sinfónica de Montreal (OSM), posición que ocupó durante 25 años, hasta 2002. Bajo su dirección, esta orquesta se convirtió, según la opinión de la crítica musical, en una de las más destacadas del mundo. Con la OSM, Dutoit realizó numerosas giras al extranjero así como grabaciones premiadas internacionalmente. En 1981 suscribió un contrato con la firma DECCA en la que realizó casi un centenar de discos con la OSM. Entre 1983 y 1986, Charles Dutoit fue el primer director invitado de la Orquesta de Minnesota, EE. UU. En 1984, debutó en la Royal Opera House de Londres y en 1987 en la Metropolitan Opera House de Nueva York. Entre 1991 y 2001, ocupó el cargo de director de la Orquesta Nacional de Francia. En 1996, fue nombrado director principal y en 1998 director musical de la Orquesta Sinfónica de la NHK (Tokio) con la que realizó giras por Europa, Estados Unidos, China y el Sudeste asiático.
En 1980 dirigió su primer concierto con la Berliner Philharmoniker. El mismo año, dirigió por primera vez la Philadelphia Orchestra con la que mantuvo una relación permanente durante 32 años, periodo durante el cual fue director de la actividad de esta orquesta en su condición de director musical del Mann Music Center de Filadelfia durante 10 años. Durante dos décadas ocupó la misma posiciónen el Festival de Saratoga, Nueva York, residencia de verano de la Philadelphia Orchestra. Con esa formación participó regularmente en conciertos en el Carnegie Hall de Nueva York y registró la obra sinfónica completa de Serguéi Rajmáninov. Entre 2008 y 2012 se desempeñó como director principal de la Philadelphia Orchestra de la que ha sido designado Director Laureado.
Durante la temporada de 1982, dirigió en el mismo año las cinco principales orquestas de los EE. UU. (Filadelfia, Chicago, Nueva York, Boston y Cleveland) con las que ha mantenido desde entonces una relación sostenida, habiendo dirigido también otras importantes formaciones orquestales de ese país.
Desde 1997, cuando dirigió la primera audición en China de la "Consagración de la Primavera" de Stravinski en Beijing con la Orquesta Nacional de Francia, ha mantenido una relación permanente con el medio cultural de ese país en el que lleva realizadas desde entonces 21 giras con diversas orquestas estadounidenses, europeas y asiáticas. En esas actuaciones dirigió la primera audición en China de la "Octava Sinfonía" de Mahler, el "Requiem de Guerra" de Britten y la ópera "Electra" de Strauss. 
Paralelamente, dirigió cerca de 150 orquestas en las Américas, en Europa, Asia, Australia y Sudáfrica. En 2003, Dutoit comenzó a dirigir un ciclo de ópera de Wagner en el Teatro Colón de Buenos Aires, Argentina. Mantiene también una estrecha relación con la Opera de Roma. 
Interesado en colaborar en la formación de jóvenes músicos, trabajó con la Orquesta del Instituto de música Curtis de Filadelfia, la Orquesta de la Academia Juilliard de Nueva York, la Civic Orchestra de Chicago y la Orquesta del UBS Verbier Festival en Suiza. Durante tres años, fue director del Sapporo Pacific Music Festival de Japón y también ocupó el puesto de director artístico del Miyazaki International Music Festival, en Japón. Junto con su esposa, Chantal Juillet fue el fundador de la Canton International Summer Music Academy (CISMA) en China y del Lindenbaum Festival en Seúl, Corea. En la actualidad es codirector del Festival MISA (Music in the Summer Air) en Shanghái.
Charles Dutoit ha realizado además diez películas documentales para la NHK-Television en una serie que presenta diez centros musicales del mundo.

## Vida privada
Dutoit se ha casado cuatro veces. Su primer matrimonio fue con Ruth Cury, con quien tiene un hijo, Ivan, que vive en Santa Mónica, California, con su familia, que a su vez tiene dos hijos: Anne-Sophie y Jean-Sebastian. También estuvo casado con la pianista argentina Martha Argerich (con quien tiene una hija, Anne-Catherine) entre 1969 y 1973 y con la economista canadiense Marie-Josée Drouin. Actualmente está casado con la violinista canadiense Chantal Juillet.

## Acusaciones de agresión sexual
En 2017, cuatro mujeres acusaron a Dutoit de agredirlas sexualmente entre finales de la década de 1970 y 2010. Los presuntos incidentes ocurrieron en una variedad de lugares. Las acusaciones fueron hechas por Paula Rasmussen, mezzosoprano (1991, Los Ángeles); Sylvia McNair, soprano (1985, Minnesota); y Jenny Q. Chai, pianista. Una cantante de la Orquesta de Filadelfia también afirmó que Dutoit la agredió en 2006 en el norte del estado de Nueva York y de nuevo en 2010 en Filadelfia. Un músico de 24 años de la Orquesta Cívica de Chicago alegó que Dutoit la obligó a mantener relaciones en 2006.En enero de 2018, una administradora de teatro británica dijo que cuando era pasante, Dutoit la agredió sexualmente en Tanglewood 20 años antes.
En marzo de 2018, la Boston Symphony dijo que las acusaciones de Allan eran "creíbles"  y que otras tres mujeres "describieron de manera creíble los incidentes en las décadas de 1980 y 1990 en los que ellas también fueron víctimas de la mala conducta sexual de Dutoit. Otras mujeres también reclamaron agresión.

## Reacciones
En enero de 2018, Dutoit debió renunciar a su cargo como director artístico y director principal de la Royal Philharmonic Orchestra. Varias otras orquestas cancelaron compromisos o cortaron lazos con él, incluyendo la Orquesta Sinfónica de Boston, la Sinfónica de San Francisco, la Filarmónica de Nueva York, la Orquesta de Filadelfia (que también eliminó su título de director laureado), la Orquesta Sinfónica de Sydney y la Orquesta Sinfónica de Chicago. El mismo mes, Canadian CBC Radio/CBC Radio Two adoptó la política de dejar de acreditar a Dutoit como director en sus grabaciones.
A partir del año 2018 y como consecuencia de estos hechos, el director ha visto mermada considerablemente su actividad. No obstante, ha regresado a dirigir en la Opera de Roma y en el Teatro Colón de Buenos Aires en el marco del Festival Martha Argerich, la pianista que fuera su esposa.

## Orquestas con las que ha realizado grabaciones
- - London Philharmonic Orchestra (LPO)  DGG - PHILIPS - DECCA
- - Royal Philharmonic Orchestra (RPO)  DGG - DECCA - ERATO - RCA
- - Philharmonia Orchestra, London DECCA - ERATO - EMI - CBS-SONY
- - London Symphony Orchestra (LSO) DGG
- - English Chamber Orchestra (ECO) ERATO - EMI Classics for Pleasure
- - London Sinfonietta DECCA
- - Boston Symphony Orchestra DGG
- - Los Angeles Philharmonic DECCA
- - Montreal Symphony DECCA-DGG-EMI-CBC RECORDS-PHILIPS
- - Montreal Sinfonietta DECCA
- - Philadelphia Orchestra DECCA
- - NHK Symphony, Tokyo DECCA - SONY
- - Orchestre National de France ERATO - DECCA -VIRGIN CLASSICS
- - Orchestre de Paris ERATO
- - Nouvel Orchestre Philharmonique de Radio-France ERATO
- - Solistes de l’Opéra de Paris ERATO
- - Orchestre de l’Opéra de Monte-Carlo ERATO
- - Göteborg Symphony, Sweden STERLING - CAPRICE - BIS
- - Bayerische Rundfunk Orchester München DECCA - ERATO
- - Norddeutsche Rundfunk Hamburg (NDR) NDR production
- - Royal Concertgebouw Orchestra, Ámsterdam DECCA - EMI
- - Orchestre de la Suisse Romande DECCA - PENTATONE
- - Orchestra de la Svizzera Italiana EMI

## Premios
- 1971 - Edison Award, Ámsterdam (Tchaikowsky Piano Concerto, Martha Argerich, RPO)
- 1972 - Grand Prix du Disque de l’Académie Charles Cros (Stravinsky The Soldier’s Tale)
- 1973 -  Grand Prix Spécial du 25ème Anniversaire de l’Académie du Disque Français (Honegger Le Roi David, Solistes de l’Opéra de Paris)
- 1978 - Premio della Critica Discografica Italiana (Paganini 6 Concerti per violino, Salvatore Accardo, LPO)
- 1978 - Prix Caecilia de l’Union de la Presse Musicale, Belgique (Paganini 6 Concerti per violino, Salvatore Accardo, LPO)
- 1981 - Grand Prix du Disque de l’Académie Charles Cros (Lalo, Caplet, Frédéric Lodéon, cello, Philharmonia Orchestra)
- 1981 - Grammy nomination (Chaminade, Ibert, etc, James Galway, flute, RPO)
- 1982 - Académie du Disque Français, Grand Prix du Disque (Fauré Pénélope, Orchestre Philharmonique de Monte-Carlo)
- 1982 - Prix Caecilia de l’Union de la Presse Musicale Belge (Fauré Pénélope)
- 1982 - Grand Prix du Disque de l’Académie Charles Cros (Fauré Pénélope)
- 1982 - High Fidelity International Record Critics Award (IRCA) (Fauré Pénélope)
- 1982 - Grammy nomination (Fauré Pénélope)
- 1982 - Grammy nomination (Rachmaninov Piano Concerto No 2, Schumann Piano Concerto, Alicia de Larrocha, RPO)
- 1982 - Grand Prix du Disque de l’Académie Charles Cros (Ravel Daphnis & Chloé, OSM)
- 1982 - Prix Mondial du Disque de Montreux (Ravel Daphnis & Chloé, OSM)
- 1982 - Prix Juno - Canada (Ravel Daphnis & Chloé, OSM)
- 1983 - Grand Prix du Disque, Canada (Ravel Daphnis & Chloé, OSM)
- 1983 - 21st Annual Japan Record Academy Award (Ravel Daphnis & Chloé, OSM)
- 1983 - Disque d’Or, Canada (Ravel Album, OSM)
- 1983 - Prix Félix (ADISQ) - Canada  (Ravel Album, OSM)
- 1983 - Grand Prix de l’Académique du Disque Français (Saint-Saëns 5 Piano Concertos, Pascal Rogé, RPO, LPO, Philharmonia Orchestra)
- 1984 - Académie du Disque Français, Prix de la Musique Française (Saint-Saëns Symphony No 3 “Organ”, OSM)
- 1984 - Académie du Disque Français, Mention Spéciale (Chabrier Le Roi malgré lui, Nouvel Orchestre Philharmonique de Radio-France)
- 1984 - Académie du Disque Français, Grand Prix Audio-visuel de l’Europe (Honegger Symphonies No 3 and No 5, Bayerische Rundfunk Orchestra)
- 1984 - Disque de Platine, Canada (Ravel Boléro, OSM)
- 1984 - Académie du Disque Français, Prix Georges-Auric (Falla El amor brujo, Three-Cornered Hat, OSM)
- 1984 - High Fidelity International Record Critics Award (IRCA) (Falla Album, OSM)
- 1984 - Prix Manuel De Falla, Granada )Falla Album, OSM)
- 1984 - Grammy nomination (Noël, Noël with Leontyne Price, OSM)
- 1984 - Prix du Concerto Français de l’Académie du Disque, Paris (Ravel Piano Concertos, Pascal Rogé, OSM)
- 1984 - Edison Award, Ámsterdam (Ravel Piano Concertos, Pascal Rogé, OSM)
- 1985 - Gramophone Record Award (Engineering and Production) (Ravel Album, OSM)
- 1985 - Prix Juno - Canada (Ravel Album, OSM)
- 1985 - Prix Félix (ADISQ) - Canada - Record of the year (Stravinsky The Rite of Spring + Symphonies of Winds, OSM)
- 1986 - Grand Prix du Président de la République, Académie Nationale du Disque Français, (Berlioz Symphonie Fantastique, OSM)
- 1986 - Stereo Review, Record of the Year Award (Chabrier Le Roi malgré lui, Nouvel Orchestre Philharmonique de Radio-France)
- 1986 - Prix José Bruyr des Grand Prix du Disque de l’Académie Charles Cros (Honegger Symphonies No 2 and No 4, Bayerische Rundfunk)
- 1986 - Prix Félix (ADISQ) - Canada - Record of the year (Von Suppé 8 Overtures, OSM)
- 1987 - Gramophone Recording Award (Holst The Planets, OSM)
- 1987 - Grammy nomination (Holst The Planets, OSM)1987 - Prix Juno - Canada (Holst The Planets, OSM)
- 1987 - Prix Caecilia de l’Union de la Presse Musicale, Belgique (Roussel Symphonies, Orchestre National de France)
- 1987 - Prix Félix (ADISQ) - Canada - Record of the year (Tchaikowsky Album, OSM)
- 1988 - Edison Award, Ámsterdam (Holst The Planets, OSM)
- 1988 - Mumm Champagne Classical Music Award (Holst The Planets, OSM)
- 1988 - Grand Prix du Disque, Canada (Holst The Planets, OSM)
- 1988 - Laser d’Or, Académie du Disque Français (Stravinsky Petrushka, Chant du Rossignol, 4 Études, OSM)
- 1988 - Grand Prix du Disque, Canada (Stravinsky Petrushka, etc, OSM)
- 1989 - Prix Juno - Canada (BARTOK Concerto for Orchestra, Music for Strings, Percussion and Celesta, OSM)
- 1990 - Prix Félix (ADISQ) - (Gershwin Album, Louis Lortie, piano, OSM)
- 1991 - Grand Prix de l’Académie du Disque, Japan (Debussy Album, OSM)
- 1991 - Prix Juno - Canada (Debussy Album, OSM)
- 1991 - Preis der Deutschen Schallplattenkritik, Germany (Debussy Pelléas & Mélisande, OSM)
- 1991 - Prix Félix (ADISQ) - Canada - Best record of the year (Debussy Pelléas & Mélisande, OSM)
- 1992 - Prix Juno - Canada (Debussy Pelléas & Mélisande, OSM)
- 1992 - Grammy nomination (Debussy Pelléas & Mélisande, OSM)
- 1994 - Nouvelle Académie du Disque: Grand Prix Anniversaire Tchaikowsky, Paris (The Complete Nutcracker, OSM)
- 1995 - Palmarès des Palmarès, Nouvelle Académie du Disque, Paris (Berlioz Les Troyens, OSM)
- 1995 - Académie Française du Disque Lyrique, Orphée du Prestige Lyrique, Paris (Berlioz Les Troyens, OSM)
- 1995 - Grammy: Best Opera Recording (Berlioz Les Troyens, OSM)
- 1995 - Grammy nomination for best Classical recording of the year (Berlioz Les Troyens, OSM)
- 1995 - Prix Juno - Best classical recording of the year (Berlioz Les Troyens, OSM)
- 1995 - Grammy nomination, (Músorgski Pictures at an exhibition, OSM)
- 1996 - Grammy nomination (Rimski-Kórsakov Scheherazade, OSM)
- 1996 - Prix Juno - Canadian Academy of Recording and Sciences (Shostakovich Symphonies No 5 and No 9, OSM)
- 1997 - Prix Juno - Canada - Best recording of the year (Berlioz Damnation de Faust, OSM)
- 1997 - Palmarès des Palmarès, Paris: Grand Prix, Nouvelle Académie du Disque (Berlioz Damnation de Faust)
- 1997 - Prix de l’Académie du Disque, Japan (Berlioz Symphonie Fantastique, OSM)
- 1997 - Prix de l’Académie du Disque, Japan (Debussy Album, OSM)
- 1999 - London / Decca Legends (Ravel Daphnis & Chloé, OSM)
- 2000 - Prix Juno - Canada (La Boutique Fantasque, Impressioni Brasiliane, OSM)
- 2000 - Grammy:  Best Soloist with Orchestra (BARTOK Piano Concerto n.º 3, Prokófiev Concertos n.º 1 and n.º 3, Martha Argerich, OSM)
- 2002 - Prix Juno - Canada (Bruch 3 Violin Concertos, James Ehnes, OSM)
- 2004 - New York Times Best Classical Discs of the year (Theodorakis “Zorba”, OSM)
- 2007 - Grammy nomination (Franck Symphonic Variations, Saint-Saëns Piano Concertos No 2 and No 5, Jean-Yves Thibaudet, Orchestre de la Suisse Romande.(OSR)
- 2 Grammy Award 1995-2000
- 9 Grammy nominations 1981-1982-1983-1984-1987-1992-1995-1996-2007

## Honores
- 1982 - Musicien de l’année (Conseil Canadien de la Musique)
- 1982 - Grand Montréalais
- 1984 - Doctor honoris causa de l’ Universidad de Montreal
- 1985 - Docteur en Musique, Université de Laval
- 1988 - Medalla del Conseil canadien de la musique en reconocimiento a su contribución excepcional a la música en Canadá
- 1988 - Officier de l’Ordre des Arts et des Lettres (Gobierno de Francia)
- 1991 - Ciudadano de honor de la ciudad de Filadelfia
- 1994 - Diploma de honor por su servicio distinguido a las artes en Canadá
- 1995 - Grand Officier de la Ordre National de Quebec
- 1996 - Commandeur de l’Ordre des Arts et des Lettres (Gobierno de Francia)
- 1996 - Doctorem Musicae, Université McGill
- 2002 - Officier de la Orden de Canadá
- 2003 - Premio al mejor director extranjero 2002 - Asociación de Críticos Musicales de Argentina
- 2007 - Médaille d’Or de la Ville de Lausanne
- 2009 - Asesor Musical de la Shangain Music Orchestra (continúa)
- 2011 - Doctor of Music, Curtis Institute of Music
- 2012 - Guangzhou Opera House, Honorary Artistic Advisor, China
- 2012 - Tribute: The Musical Fund Society of Philadelphia
- 2014 - Lifetime Achievement Award - ICMA (International Classic Music Award) Varsovia, Polonia
- 2015 - Miembro de honor de la Fundación Igor Strawinsky, Ginebra
- 2016 - Miembro del Comité de Honor de la Fundación Maurice Ravel, Paris
- 2016 - Koussewitzky Artist, Boston Symphony Orchestra
- 2016 - Lifetime Honorary Professor de la Nanjing University of the Arts, China
- 2016 - Distinción especial del 18th China Shanghai International Arts Festival
- 2016 - Laureat 2016, Fondation Vaudoise pour la Culture, Lausana
- 2017 - Médaille d'or de la Royal Philharmonic Society
- 2022 - Premio Una Vita Nella Musica del Teatro La Fenice, Venezia
- 2024 - Asociación de Críticos Musicales de la Argentina, Mejor Director de Orquesta Extranjero, Temporada 2023 (ref. http://www.criticosmusicales.com/)

| Predecesor: Sixten Ehrling            | Director principal, Orquesta Sinfónica de Gotemburgo 1976–1979 | Sucesor: Neeme Järvi          |
| Predecesor: Rafael Frühbeck de Burgos | Director musical, Orquesta Sinfónica de Montreal 1977–2002     | Sucesor: Kent Nagano          |
| Predecesor: Lorin Maazel              | Director principal, Orquesta Nacional de Francia 1991-2001     | Sucesor: Kurt Masur           |
| Predecesor: ?                         | Director principal, Orquesta Sinfónica de la NHK 1996–2003     | Sucesor: Vladimir Ashkenazy   |
| Predecesor: Christoph Eschenbach      | Director principal, Orquesta de Filadelfia 2008-2012           | Sucesor: Yannick Nézet-Séguin |
| Predecesor: James Levine              | Director musical, Verbier Festival Orchestra 2009-             | Sucesor: ...                  |
| Predecesor: Daniele Gatti             | Director musical, Royal Philharmonic Orchestra 2009-           | Sucesor: ...                  |